# Juan Manuel Olivera
Juan Manuel Olivera López (Montevideo, 14 agosto 1981) è un allenatore di calcio ed ex calciatore uruguaiano, tecnico del Danubio.

## Palmarès

### Giocatore

#### Competizioni nazionali
- Campionato cileno: 1

Universidad de Chile: Apertura 2009
- Coppa del Principe Faysal bin Fahd: 1

Al-Shabab: 2010
- Campionato uruguaiano: 1

Peñarol: 2012-2013

### Allenatore

#### Competizioni giovanili
- Coppa Libertadores Under-20: 1

Peñarol: 2022